# Delena craboides
Delena craboides là một loài nhện trong họ Sparassidae.
Loài này thuộc chi Delena. Delena craboides được Charles Athanase Walckenaer miêu tả năm 1837.